# 1-Heptadecanol
1-Heptadecanol ist eine chemische Verbindung aus der Gruppe der Fettalkohole.

## Vorkommen

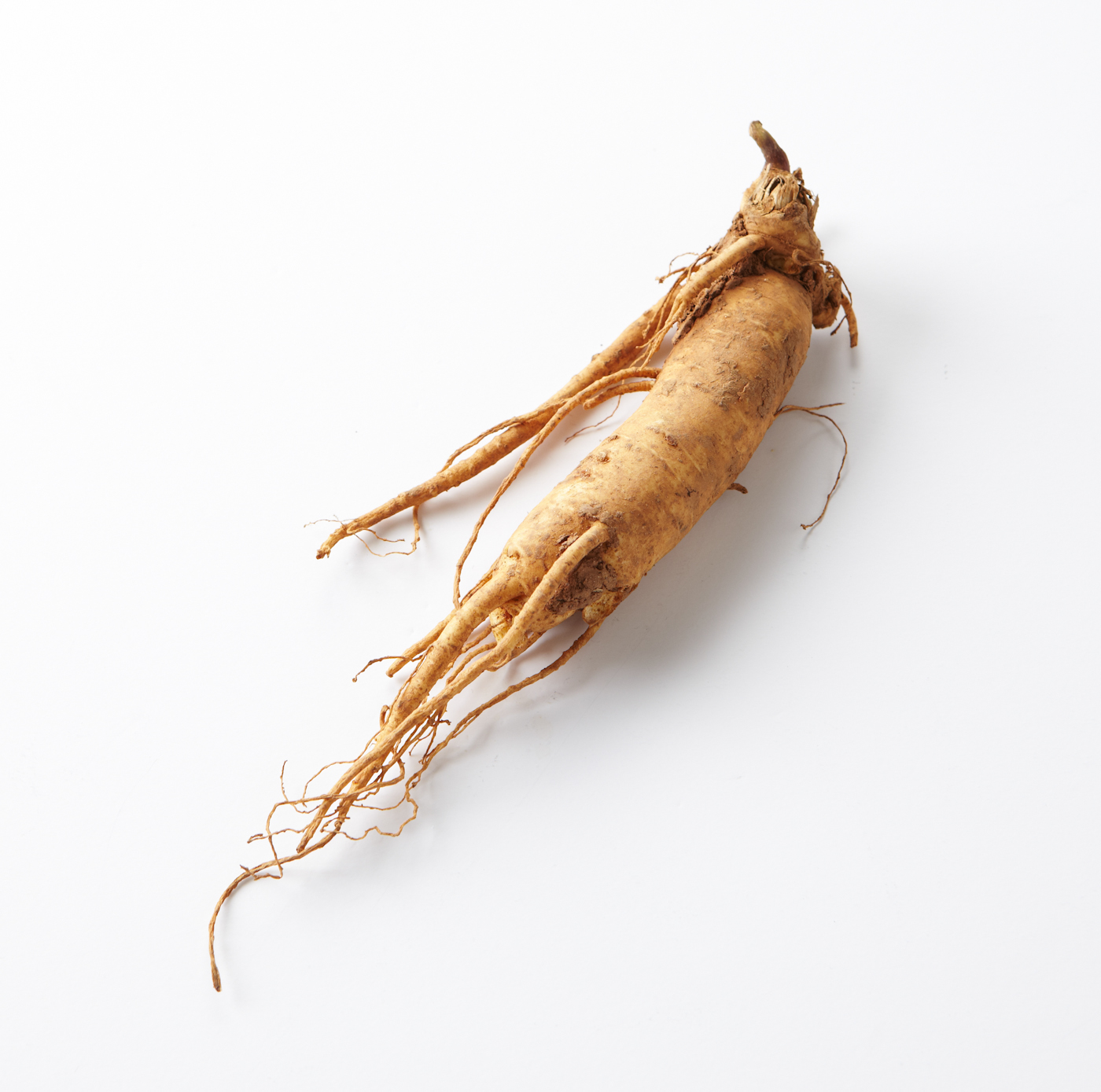
Ginseng enthält natürlicherweise 1-Heptadecanol

1-Heptadecanol kommt natürlich in Ginseng, Schwarzem Holunder, Kartoffeln und der Gewöhnlichen Vogelmiere vor.

## Eigenschaften
1-Heptadecanol ist ein beiger Feststoff, der löslich in Chloroform ist.

## Verwendung
1-Heptadecanol wird hauptsächlich als ein Antischaummittel und bei der Synthese von komplexeren organischen Verbindungen verwendet.